# 李云泽
李云泽（1970年9月—），山东烟台人，中华人民共和国政治人物。曾任中共四川省委常委、四川省人民政府常务副省长，现任国家金融监督管理总局党委书记、局长。中共第二十届中央候补委员。

## 生平
1993年毕业于天津大学基本建设管理工程专业、马克思主义基础专业，后进入中国人民建设银行（现中国建设银行）工作。2001年5月加入中国共产党。在建行工作了23年后，2016年7月调任中国工商银行副行长、党委委员。
2018年9月，李云泽离开银行系统，任四川省人民政府副省长、党组成员，成为副部级官员。2021年5月，任中共四川省委常委。2022年5月，任中共四川省委常委，四川省人民政府副省长、党组副书记，同年10月，当选为中国共产党第二十届中央委员会候补委员。
2023年5月，出任新成立的国家金融监督管理总局党委书记、局长，是首位“70后”的正部级官员。